# Assendelfi

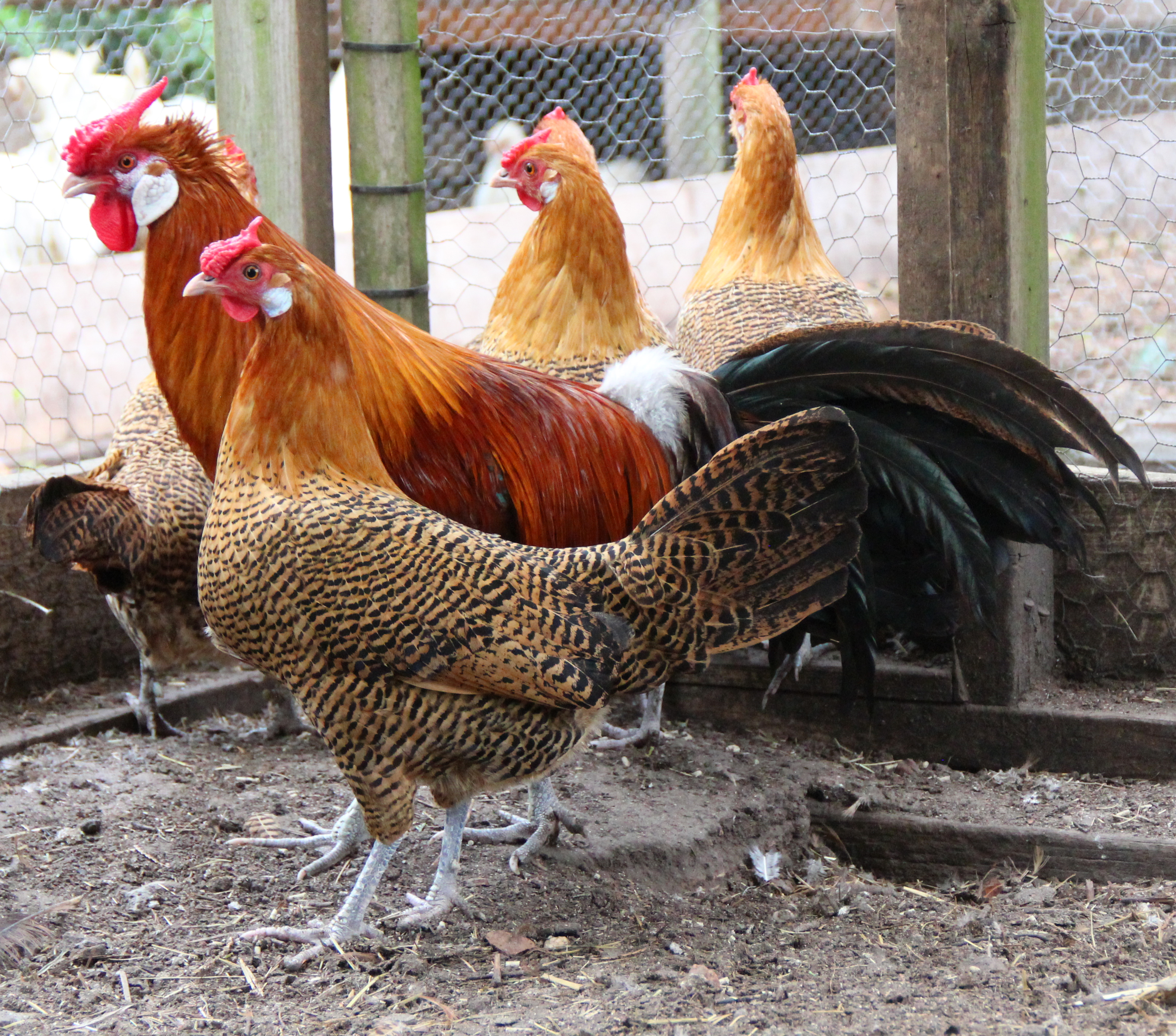
Assendelfi

Az assendelfi tyúk egy észak-hollandiai házi tyúkfajta. A fajtát a Zaanstad közösségben lévő egyutcás Assendelft faluról nevezték el.

## Fajtatörténet
Egyesek szerint a fríz tyúkok elődei. 1853-ból van leírás, miszerint Harrison Weir birtokában voltak ilyen jellegű tyúkok. Ezekből aztán exportáltak Angliába is. Hollandiában „boerengeeltjes” néven terjedt el. A mai napig meglehetősen ritka fajta. Nagyon káros a minőségre nézve, hogy a mai napig alig népszerűsítik a fajtát és egyre kevesebb van belőle. Csak az utóbbi időben karolta fel a fajtát az elszánt emberek által alapított Assendelfi Egyesület. Ők próbálják felszaporítani és megmenteni a fajtát a teljes eltűnés elől.

## Fajtabélyegek, színváltozatok
Rajzolatban a kakas és a tojó eléggé különbözik. A tojók egy szabályos rajzolattal rendelkeznek a testükön, szárnyukon, farktollakon. A kakasok teste egyöntetűen egyszínű, farktolluk legyezőszerű. A keskeny fejükön egy goromba rózsatarajt viselnek, a toroklebeny inkább kicsi.
Színek: ezüst, citrom és „sárga hintett”.

## Tulajdonságai
A fajta jó takarmánykereső, vagyis ez a tyúkfaja is nagy területigényű, ahol jól ki tudja magát mozogni, ezt leszámítva nem igényes a tartással szemben. Viszonylag jó tojáshozamot mutat, valamit egykor ezt a fajtát alkalmazták kotlósokként húsfajták keltetéséhez. Ma tanyasi fajtaként tartják őket nyilván.
| Általános tulajdonságok: | Általános tulajdonságok:              |
| ------------------------ | ------------------------------------- |
| Súlya                    | kakas 1,5 - 1,7 kg, tojó 1,2 - 1,3 kg |
| Gyűrűmérete              | kakas 15, tojó 13                     |
| Tenyésztojás tömege      | 50 g                                  |
| Tojáshéj színe           | krémszínű                             |
| Éves tojáshozama         | 180 db                                |